# Shaun Tan
Pour les articles homonymes, voir Tan.
Shaun Tan (né en 1974 à Fremantle) est un dessinateur australien actif dans l'illustration, le dessin de presse, la bande dessinée et l'animation. Il a reçu de nombreux prix dans ces différents domaines.
Tan est d'abord connu comme illustrateur jeunesse. Son univers visuel fait la part belle à l'imaginaire et son apparition dans la société. Dans ce domaine, il a notamment reçu en 2011 pour l'ensemble de ses travaux le prix commémoratif Astrid-Lindgren, l'un des prix littéraires les plus richement dotés. 
En 2006, il publie la bande dessinée muette Là où vont nos pères (anglais : The Arrival), consacrée à l'arrivée d'un migrant dans un pays occidental. Publié dans de nombreux pays, cette bande dessinée reçoit notamment le prix du meilleur album au festival d'Angoulême 2008.
En 2011, lors de la 83e cérémonie des Oscars il reçoit avec Andrew Ruhemann l'Oscar du meilleur court-métrage d'animation pour The Lost Thing, film adapté de son ouvrage éponyme publié en 1999.

## Biographie
Shaun Tan naît et grandit dans la banlieue nord de Perth en Australie, dans une famille d'origine asiatique. Enfant, il s'intéresse énormément aux mythologie du monde entier et est particulièrement impressionné par les trois premiers épisodes de Star Wars (1977, 1980 et 1983) et Dark Crystal (1982), qui le persuadent du pouvoir de l'imaginaire ; la bande dessinée l'intéresse alors peu.
Au début des années 1990, il collabore à deux fanzines locaux, Aurealis et Eidolon, où il réalise ses premières illustrations sérieuses tout en s'essayant à la peinture. Il étudie les Beaux-Arts et la littérature anglophone à l’Université d'Australie-Occidentale. Il se lance ensuite comme auteur et illustrateur indépendant.
Tan d'abord illustre des récits d'auteurs pour la jeunesse ou de fantasy, qui le recommandent auprès des maisons d'édition basées à Sydney ou Melbourne. À la fin des années 1990, il multiplie les collaborations de ce type, ce qui lui permet de s'essayer à de très nombreux genres et techniques. Il illustre notamment The Rabbits de John Marsden, texte métaphorique sur la colonisation britannique de l'Australie qui devient rapidement un « classique » de la littérature jeunesse en Australie.
En 1997, Tan publie son premier livre illustré réalisé seul, The Playground. Ses deux suivants, La Chose perdue (The Lost Thing, 1999) et L'Arbre rouge (The Red Tree, 2001). lui valent une reconnaissance critique internationale – Tan reçoit notamment le prix World Fantasy du dessinateur en 2001. La Chose perdue est adaptée au théâtre, puis en court-métrage d'animé par Tan lui-même, qui y travaille de nombreuses années ; cette version animée vaut à Tan l'Oscar du meilleur court métrage d'animation 2011.
En 2006, Tan sort Là où vont nos pères (The Arrival), bande dessinée muette suivant l'arrivée d'un migrant dans un pays dont la faune, la flore, l'architecture ou la langue sont d'une étrangeté absolue. L'ouvrage, sur lequel Tan a passé plus de cinq ans à travailler, obtient une reconnaissance internationale : nouveau prix World Fantasy du dessinateur en 2007, prix du meilleur album du festival d'Angoulême 2008. 
Il mène également des collaborations avec les studios d'animation Pixar et Blue Sky.
Dès son ouvrage suivant, Contes de la banlieue lointaine (Tales from Outer Suburbia), un recueil de très courtes petites histoires publié en 2008, il revient au livre illustré. En 2009, il reçoit un troisième prix World Fantasy et signe The Odditoreum.
En 2010, Tan publie L’Oiseau roi et autres dessins (The Bird King), Eric et Recherches sur un pays sans nom (Sketches from a Nameless Land, ouvrage illustré consacré à Là où vont nos pères). Il reçoit notamment cette année-là le prix Hugo du meilleur dessinateur professionnel, principale récompense américaine dans le domaine fantastique, et la médaille Dromkeen (en), récompensant un auteur jeunesse australien pour l'ensemble de son œuvre. En 2011, outre un nouveau prix Hugo, Tan reçoit pour l'ensemble de son œuvre le prix commémoratif Astrid-Lindgren, prix suédois doté de plus de 500 000 €.
En 2012, il publie The Oopsatoreum : Inventions of Henry A Mintox , puis en 2013 Les Lois de l'été (The Rules of Summer), qui lui vaut notamment un prix Locus.
En 2018, Arthur A. Levine Books publie Tales from the Inner City, nouveau recueil de courtes histoires illustrées.

## Thèmes et style
Shaun Tan s'intéresse beaucoup aux questions de l'appartenance et du déplacement, ce qu'il lie au fait d'avoir grandi à Perth, métropole isolée entre désert et océan. 
Il cherche toujours à rendre le plus généraux possibles ses ouvrages afin de leur conférer un aspect universel : ainsi, dans The Rabbits, il a évité d'appuyer trop lourdement les caractéristiques australiennes du paysage, et dans Là où vont nos pères il utilise volontairement un langage fictif.
En écriture, il privilégie les fictions courtes, proche de fables, qui correspondent à ses goûts de lecteur.
Bien qu'il les conçoive comme des œuvres destinées à un public adultes, ses récits illustrés sont souvent catégorisés de par leur format en ouvrages jeunesse, ce dont Tan ne se formalise pas.

## Œuvres

### Illustration
- Terry Dowling (en), The Man who Lost Red, Parramatta : MirrorDanse Books, 1994.
- Greg Egan, Our Lady of Chernobyl, Parramatta : MirrorDanse Books, 1995.
- James Moloney (en), Trapped, Minneapolis : Stone Arch Books, 1996.
- Steven Paulsen (en), The Stray Cat, Port Melbourne : Lothian, 1996.
- James Moloney, The Piepe, Port Melbourne : Lothian, 1996.
- Janine Burke, The Doll, Port Melbourne : Lothian, 1997.
- Garry Disher, The Half Dead, Port Melbourne : Lothian, 1997.
- Gary Crew (en), Crew's 13. Classic Tales of the Macabre & Fantastic, Sydney : ABC Books, 1997.
- Gary Crew, The Viewer, Port Melbourne : Lothian, 1997.
- John Marsden, The Rabbits, Port Melbourne : Lothian, 1998.
- Gary Crew, Force of Evil, Port Melbourne : Reed Books, 1998.
- Paul Collins et Meredith Costain (d), Techno Terror, South Melbourne : Addison Wesley Longman Australia, 1999.
- Nette Hilton, The Hicksville Horror, Port Melbourne : Lothian, 1999.
- Ian Bone (en), The Puppet, Port Melbourne : Lothian, 1999.
- Gary Crew, Memorial, Port Melbourne : Lothian, 1999.
- Kate Jacoby, Space Mates, Harlow : Ginn, 2000.
- Nette Hilton, The Old Cattery, New York et Londres : Watts, 2000.
- Terry Dowling, Trauma & Joy, Applecross : Gestalt Publishing, 2007.
- Kelly Link, Pretty Monsters, New York : Viking, 2008.
- Paul Collins et Andy Griffiths (en), Trust Me!, Collingwood : Ford Street Publishing, 2008.

### Livre illustré
- The Playground, Port Melbourne : Lothian, 1997.
- The Lost Thing, Port Melbourne : Lothian, 1999. Mention du Prix BolognaRagazzi 2001 de la Foire du livre de jeunesse de Bologne
  - (fr) La Chose perdue (trad. Anne Krief), Paris : Gallimard Jeunesse, 2012. Prix Wojtek Siudmak du graphisme 2013.
- The Red Tree, South Melbourne : Lothian, 2001.
  - (fr) L’Arbre rouge (trad. Florence et Claude E. Dagail), Bordeaux : La Compagnie créative, 2003. Réédition Gallimard Jeunesse (trad. Anne Krief), 2010.
- Who are they for?, Marrickville : Primary English Teaching Association, 2006.
- Tales from Outer Suburbia, New York : Arthur A. Levine Books, 2008.
  - (fr) Contes de la banlieue lointaine (trad. Anne Krief), Paris : Gallimard Jeunesse, 2009.
- The Odditoreum, Sydney : Powerhouse Publishing, 2009.
- The Bird King, 2010.
  - (fr) L’Oiseau roi et autres dessins (trad. Anne Krief), Paris : Gallimard Jeunesse, 2012. Prix Wojtek Siudmak du graphisme 2013.
- Eric, Dorking : Templar, 2010.
- Sketches from a Nameless Land, Sydney : Lothian, 2010. Commentaire et esquisses de Là où vont nos pères.
  - (fr) Recherches sur un pays sans nom, Paris : Dargaud, 2011.
- The Oopsatoreum. Inventions of Henry A Mintox, Sydney : Powerhouse Publishing, 2012.
- The Rules of Summer, Sydney : Lothian, 2013  (ISBN 978-0-7344-1067-2).
  - Les Lois de l'été (trad. de l'anglais par Anne Krief), Paris, Gallimard Jeunesse, 2014 (ISBN 978-2-07-065242-6).

### Bande dessinée
- The Arrival, South Melbourne : Lothian Books, 2006. Mention du Prix BolognaRagazzi 2007 de la Foire du livre de jeunesse de Bologne
  - (fr) Là où vont nos pères, Paris : Dargaud, coll. « Long Courrier », 2007. Prix du meilleur album au Festival d'Angoulême 2008.

### Installation
Peinture murale de 20 m2 dans la section « Littérature jeunesse » de la bibliothèque publique de Subiaco à Perth.

## Prix et distinctions
- 2001 : prix du meilleur dessinateur au World Fantasy Awards à Montréal[10]
  - Prix World Fantasy du meilleur dessinateur
  - Mention du Prix BolognaRagazzi de la Foire du livre de jeunesse de Bologne pour l'ouvrage (en) The Lost Thing (La Chose perdue)
- 2006 : Prix Aurealis de la meilleure nouvelle pour jeunes adultes pour Là où vont nos pères.
- 2007 : Mention du prix BolognaRagazzi de la Foire du livre de jeunesse de Bologne pour l'ouvrage (en) The Arrival (Là où vont nos pères)
- 2008 : Prix du meilleur album et prix du Jury œcuménique de la bande dessinée au Festival d'Angoulême 2008 pour Là où vont nos pères
  - Prix du comic book de la National Cartoonists Society pour Là où vont nos pères
  - Prix Locus du livre d'art pour Là où vont nos pères
- 2010 :
  - Cristal d'Annecy du festival international du film d'animation d'Annecy pour The Lost Thing (avec Andrew Ruhemann)
  - Prix Hugo de l'artiste professionnel
  - (international) « Honour List »[11] de l' IBBY pour Là où vont nos pères
- 2011 : Oscar du meilleur court-métrage d'animation pour The Lost Thing (avec Andrew Ruhemann)
  - Prix commémoratif Astrid Lindgren[12].
  - Prix Hugo de l'artiste professionnel
  - Prix Urhunden du meilleur album étranger pour Là où vont nos pères
- 2013 : Prix Wojtek Siudmak du graphisme pour La Chose perdue et L'Oiseau roi et autres dessins
- 2014 : Prix Locus du dessinateur
- 2015 : Finaliste Médaille Kate-Greenaway[13] pour Rules of Summer (Les Lois de l'été)
- 2020 : Médaille Kate-Greenaway[14] pour Tales from the Inner City